# Заставе Чарлса III
Краљ Чарлс III користи и користио је разне заставе ради његовог представљања као принца, војводе и, напослетку, шефа државе у три од петнаест Крунских земаља Комонвелта. Хералдичке заставе које су се користиле и које се користе су створене од државних грбова. Заставе се обично користе на било којој згради, броду, аутомобилу или авиону где је Чарлс III присутан.

## Као принц од Велса
Принц Чарлс је имао шест личних стандарти пре него што је постао краљ. Као принц од Велса, његова главна стандарта се састојала од четири поља која садржи три златна лава на црвеном пољу који представљају Енглеску (горње лево и доње десно поље стандарте), једног црвеног лава на златном пољу који представља Шкотску и златне галске харфе на плавом пољу која представља Ирску, са грбом Ливелина Великог на средини стандарте и круном над грбом, који на стандарти представља Велс.
Сем титуле принца од Велса, Чарлс је као британски престолонаследник носио и титулу принца и великог управника Шкотске и господара острва (која се користи у Шкотској), војводе од Ротесаја (користи се у Шкотској) и војводе од Корнвола (користи се у Корнволу). Као престолонаследник Канаде, Чарлс је користио стандарту чија је основа канадска краљевска стандарта.

## Стандарте Чарлса III као принца од Велса
- Принц од Велса (користи се широм Уједињеног Краљевства и у иностранству)
- Принц од Велса (користи се у Велсу)
- Принц и велики управник Шкотске и господар острва (користи се у Шкотској)
- Војвода од Ротесаја (користи се у Шкотској)
- Војвода од Корнвола (користи се у Корнволу)
- Принц од Велса (користи се у Канади)

## Као суверен

### Уједињено Краљевство
Након смрти своје мајке, принц Чарлс је постао краљ Чарлс III и стога је наследио две верзије краљевске стандарте Уједињеног Краљевства: једну за употребу унутар Шкотске и другу за употребу ван Шкотске. Ова друга се користи да представља краља не само у Уједињеном Краљевству, осим у Шкотској, већ и у иностранству када долази у државне посете. Ова стандарта је хералдичка застава, чија је основа британски краљевски грб у облику хералдичке заставе.
- Стандарта Чарлса III, краља Уједињеног Краљевства, користи се у Уједињеном Краљевству и у иностранству
- Стандарта Чарлса III, краља Уједињеног Краљевства, верзија која се користи у Шкотској

### Канада
Чарлс III користи канадску краљевску стандарту, Суверенову заставу за Канаду, да га представља не само у Канади, већ и у иностранству када обавља државне или званичне посете као краљ Канаде . Застава је свечано објављена 6. маја 2023., на дан Чарлсовог крунисања, и састоји се од грба Краљевског грба Канаде у облику хералдичке заставе.  
- Стандарта Чарлса III, краља Канаде, користи се широм Канаде и у иностранству

### Аустралија
Краљ Чарлс III је 30. августа 2024. године одобрио личну стандарту за употребу у Аустралији. Стандарта је заправо хералдичка застава Краљевског грба Аустралије. Ова стандарта је први пут истакнута током краљевске посете Аустралији у октобру 2024. године.
- Стандарта Чарлса III, краља Аустралије, користи се у Аустралији и у иностранству